# داوت (أوزارك)
داوت هي بلدة غير نشطة في مقاطعة أوزارك في ولاية ميزوري.
تأسست البلدة في عام 1908، وسُمّيت باسم منطقة داوت، ميزوري.